# بيروكسيد النحاس
بيروكسيد النحاس هو مُركب غير عضوي صيغتهُ CUO 2. وهو أكسيد من النحاس (II)، مع اثنين من ذرات الأكسجين كوحدة بيروكسيد. يظهر على شكل مادة صلبة تمتلك لون أخضر زيتوني غامق غير مستقر، ويتحلل إلى الأكسجين وأكاسيد النحاس الأخرى وهو مركب غير عضوي مع الصيغة النحاس2 أكسيد من النحاس، ويظهر بشكل مظلم، ويتحلل إلى الأكسجين وغيره أكاسيد النحاس.

## الخصائص
عندما يبتل، يتحلل بيروكسيد النحاس عند درجات حرارة أعلى من 6 درجات مئوية ؛ فيصبح أكثر استقرارًا عندما يجف .

## التحضير
يحضر بيروكسيد النحاس عن طريق تفاعل المحاليل الباردة لبيروكسيد الهيدروجين وكاشف شفايزر، ويتم التحضير الأخير من هيدروكسيد النحاس ومحلول الأمونيا المخفف .
مثل هذة المعادلة= {\displaystyle {\ce {( H2O2 + [Cu (NH 3 ) 4 (H 2 O) 2 ] (OH) 2 ) + ( Cu (OH)2 + NH3(aq) ) -> CUO2}}}
يجب ألا يحتوي كاشف شفايزر المستخدم على الأمونيا الزائدة.
يمكن أيضًا إنتاج بيروكسيد النحاس عن طريق تفاعل محلول جليدي بارد من فوق أكسيد الهيدروجين مع معلق من هيدروكسيد النحاس .
مثل هذة المعادلة= {\displaystyle {\ce {H2O2 + H2O -> CUO2}}}
وقد يتشكل أيضًا من تفاعل بطيء جدًا لأكسيد نحاسي مقسم بدقة مع بيروكسيد الهيدروجين البارد.
مثل هذة المعادلة= {\displaystyle {\ce {H2O2 + CUO -> CUO2}}}